# I Cumbre Iberoamericana
La I Cumbre Iberoamericana de Jefes de Estado y de Gobierno (en portugués, I Cúpula Ibero-Americana de Chefes de Estado e de Governo), fue la primera cumbre de los 21 países miembros de habla española y portuguesa (Argentina, Bolivia, Brasil, Colombia, Costa Rica, Cuba, Chile, Ecuador, El Salvador, España, Guatemala, Honduras, México, Nicaragua, Panamá, Paraguay, Perú, Portugal, República Dominicana, Uruguay y Venezuela) en Guadalajara de México, los días 18 y 19 de julio de 1991. En esta primera cumbre los mandatarios utilizaron su debate en definir el tipo de relación que deseaban alcanzar y los principios que regirían la Comunidad Iberoamericana de Naciones.

## Origen
El espacio común iberoamericano tenía precedentes en diversas organizaciones de tipo cultural como la Asociación de Academias de la Lengua Española (1951), la Asociación de Estados Iberoamericanos para el Desarrollo de las Bibliotecas Nacionales de Iberoamérica (1989) o la Organización de Estados Iberoamericanos para la Educación, la Ciencia y la Cultura (1949), también las relaciones económicas pero carecía de un vínculo, a través de una organización supranacional, de tipo político.
Fue una iniciativa conjunta de España y México, y contó con el respaldo de todos los países iberoamericanos, incluido Cuba, que vivía momentos difíciles con la disolución de la Unión Soviética en ciernes, y que era el único espacio multilateral en el Cuba era aceptado. Este compromiso quedó reflejado en la declaración final:

“Hemos decidido constituir la Conferencia Iberoamericana de Jefes de Estado y de Gobierno con la participación de los Estados soberanos de América y Europa de lengua española y portuguesa”.

## Temas de discusión
El lema de la cumbre fue “El Fuego Nuevo”.
Los temas principales que se trataron fueron:
1. En cuanto a la vigencia del Derecho Internacional.
2. En relación con el desarrollo económico y social.
3. Sobre la educación y la cultura.

## Declaración final
La primera cumbre se cerró con una declaración de intenciones para el futuro con el objetivo de desarrollar aspectos económicos de los países miembros, así como el Estado de derecho, la paz, la seguridad, bienestar, igualdad social. Además, en cuanto a la vigencia del Derecho Internacional, se defendió la resolución pacífica de los conflictos y llegar a acuerdos económicos justos y equilibrados.
En los aspectos socioeconómicos defendidos en la declaración final destacan la defensa del multilateralismo y cumplir las reglas de la Ronda de Uruguay del GATT (1986). Finalmente, en el aspecto de la educación y la cultura, desarrollar un marco común que favorezca los intercambios culturales.

## Líderes que asistieron
| Miembros de la Cumbre Iberoamericana de Jefes de Estado y de Gobierno Listado de líderes asistentes | Miembros de la Cumbre Iberoamericana de Jefes de Estado y de Gobierno Listado de líderes asistentes | Miembros de la Cumbre Iberoamericana de Jefes de Estado y de Gobierno Listado de líderes asistentes | Miembros de la Cumbre Iberoamericana de Jefes de Estado y de Gobierno Listado de líderes asistentes | Miembros de la Cumbre Iberoamericana de Jefes de Estado y de Gobierno Listado de líderes asistentes |
| Miembro                                                                                             | Miembro                                                                                             | Representado por                                                                                    | Cargo                                                                                               | |
| --------------------------------------------------------------------------------------------------- | --------------------------------------------------------------------------------------------------- | --------------------------------------------------------------------------------------------------- | --------------------------------------------------------------------------------------------------- | --------------------------------------------------------------------------------------------------- |
| Bandera de Argentina                                                                                | Argentina                                                                                           | Carlos Menem                                                                                        | Presidente                                                                                          | |
| Bandera de Bolivia                                                                                  | Bolivia                                                                                             | Jaime Paz Zamora                                                                                    | Presidente                                                                                          | |
| Bandera de Brasil                                                                                   | Brasil                                                                                              | Fernando Collor de Mello                                                                            | Presidente                                                                                          | |
| Bandera de Chile                                                                                    | Chile                                                                                               | Patricio Aylwin                                                                                     | Presidente                                                                                          | |
| Bandera de Colombia                                                                                 | Colombia                                                                                            | César Gaviria                                                                                       | Presidente                                                                                          | |
| Bandera de Costa Rica                                                                               | Costa Rica                                                                                          | Rafael Ángel Calderón Fournier                                                                      | Presidente                                                                                          | |
| Bandera de Cuba                                                                                     | Cuba                                                                                                | Fidel Castro                                                                                        | Presidente                                                                                          | |
| Bandera de Ecuador                                                                                  | Ecuador                                                                                             | Rodrigo Borja Cevallos                                                                              | Presidente                                                                                          | |
| Bandera de El Salvador                                                                              | El Salvador                                                                                         | Alfredo Cristiani                                                                                   | Presidente                                                                                          | |
| Bandera de España                                                                                   | España                                                                                              | Juan Carlos I Felipe González                                                                       | Rey Presidente del Gobierno                                                                         | |
| Bandera de Guatemala                                                                                | Guatemala                                                                                           | Jorge Serrano Elías                                                                                 | Presidente                                                                                          | |
| Bandera de Honduras                                                                                 | Honduras                                                                                            | Rafael Leonardo Callejas                                                                            | Presidente                                                                                          | |
| Bandera de México                                                                                   | México (anfitrión)                                                                                  | Carlos Salinas de Gortari                                                                           | Presidente                                                                                          | |
| Bandera de Nicaragua                                                                                | Nicaragua                                                                                           | Violeta Chamorro                                                                                    | Presidenta                                                                                          | |
| Bandera de Panamá                                                                                   | Panamá                                                                                              | Guillermo Endara                                                                                    | Presidente                                                                                          | |
| Bandera de Paraguay                                                                                 | Paraguay                                                                                            | Andrés Rodríguez Pedotti                                                                            | Presidente                                                                                          | |
| Bandera de Perú                                                                                     | Perú                                                                                                | Alberto Fujimori                                                                                    | Presidente                                                                                          | |
| Bandera de Portugal                                                                                 | Portugal                                                                                            | Mário Soares Aníbal Cavaco Silva                                                                    | Presidente Primer ministro                                                                          | |
| Bandera de la República Dominicana                                                                  | República Dominicana                                                                                | Joaquín Balaguer                                                                                    | Presidente                                                                                          | |
| Bandera de Uruguay                                                                                  | Uruguay                                                                                             | Luis Alberto Lacalle                                                                                | Presidente                                                                                          | |
| Bandera de Venezuela                                                                                | Venezuela                                                                                           | Carlos Andrés Pérez                                                                                 | Presidente                                                                                          | |
| Estados Asociados                                                                                   | | | | |
| Bandera de Puerto Rico                                                                              | Puerto Rico                                                                                         | Rafael Hernández Colón                                                                              | Gobernador                                                                                          | |
| Otros organismos                                                                                    | | | | |
| Bandera de la Organización de los Estados Americanos                                                | OEA                                                                                                 | João Baena Soares                                                                                   | Secretario General                                                                                  | |
| | BID                                                                                                 | Enrique V. Iglesias                                                                                 | Presidente                                                                                          | |
| | CEPAL                                                                                               | Gert Rosenthal                                                                                      | Secretario Ejecutivo                                                                                | |

| Predecesor: - | I Cumbre Iberoamericana de jefes de Estado y de Gobierno (Guadalajara) 1991 | Sucesor: II Cumbre Iberoamericana de Madrid |